# Mellan-Holmtjärnen, Värmland
Mellan-Holmtjärnen är en sjö i Filipstads kommun i Värmland och ingår i Göta älvs huvudavrinningsområde.